# Championnat du monde féminin de basket-ball 2010
Navigation
Édition précédente Édition suivante
Le championnat du monde de basket-ball féminin 2010 se déroule en République tchèque du 23 septembre au 3 octobre 2010.
16 équipes participent au championnat du monde.
La République tchèque, pays organisateur et les États-Unis, championnes olympiques, sont qualifiées d’office.
Outre la République tchèque étaient en course pour l'organisation de cette compétition : l'Australie, la France et la Lettonie.

## Salles
La compétition se déroule à Ostrava et Brno pour la phase de groupe puis à Karlovy Vary à partir des 1/4 de finale.
| Brno         | Karlovy Vary | Ostrava      |
| Arena Vodova | KV Arena     | ČEZ Aréna    |
| 5 500 places | 6 000 places | 9 000 places |

## Équipes participantes et groupes
| Groupe A    | Groupe B   | Groupe C     | Groupe D           |
| ----------- | ---------- | ------------ | ------------------ |
| Canada      | Sénégal    | Mali         | Japon              |
| Biélorussie | Grèce      | Corée du Sud | République tchèque |
| Chine       | États-Unis | Brésil       | Argentine          |
| Australie   | France     | Espagne      | Russie             |

Places attribuées lors des championnats continentaux (qui se déroulèrent en fonction des continents à l’été et à l’automne 2009) :
- FIBA Europe - Biélorussie, Espagne, France, Grèce, République tchèque (pays organisateur), Russie
- FIBA Amériques - Brésil, États-Unis (champion olympique en titre), Canada, Argentine
- FIBA Afrique - Sénégal, Mali
- FIBA Asie - Chine, Japon, Corée du Sud
- FIBA Océanie - Australie (championne du monde)

## Tour préliminaire
- Les trois premiers de chaque groupe sont qualifiés pour les poules de huitièmes de finale. Les équipes à égalité de points se départagent selon leurs matchs particuliers.

| Groupe A (Ostrava) |             |     |   |   |     |     |      |
|                    | Équipe      | Pts | G | P | PP  | PC  | Diff |
| 1                  | Australie   | 6   | 3 | 0 | 246 | 174 | +72  |
| 2                  | Biélorussie | 5   | 2 | 1 | 188 | 189 | –1   |
| 3                  | Canada      | 4   | 1 | 2 | 161 | 194 | –33  |
| 4                  | Chine       | 3   | 0 | 3 | 186 | 224 | –38  |

| Jeu 23 sept. 13:00 | Biélorussie | 68 | 57 | Chine       | Stats |
| Jeu 23 sept. 15:15 | Canada      | 47 | 72 | Australie   | Stats |
| Ven 24 sept. 13:00 | Chine       | 61 | 65 | Canada      | Stats |
| Ven 24 sept. 15:15 | Australie   | 83 | 59 | Biélorussie | Stats |
| Sa. 25 sept 13:00  | Chine       | 68 | 91 | Australie   | Stats |
| Sa. 25 sept 18:00  | Canada      | 49 | 61 | Biélorussie | Stats |

| Groupe B (Ostrava) |            |     |   |   |     |     |      |
|                    | Équipe     | Pts | G | P | PP  | PC  | Diff |
| 1                  | États-Unis | 6   | 3 | 0 | 288 | 185 | +103 |
| 2                  | France     | 5   | 2 | 1 | 212 | 181 | +31  |
| 3                  | Grèce      | 4   | 1 | 2 | 211 | 236 | –25  |
| 4                  | Sénégal    | 3   | 0 | 3 | 165 | 274 | –109 |

| Jeu 23 sept. 18:00 | Grèce      | 73  | 99 | États-Unis | Stats |
| Jeu 23 sept. 20:15 | Sénégal    | 45  | 83 | France     | Stats |
| Ven 24 sept. 18:00 | États-Unis | 108 | 52 | Sénégal    | Stats |
| Ven 24 sept. 20:15 | France     | 69  | 55 | Grèce      | Stats |
| Sa. 25 sept. 15:15 | États-Unis | 81  | 60 | France     | Stats |
| Sa. 25 sept. 20:15 | Sénégal    | 68  | 83 | Grèce      | Stats |

| Groupe C (Brno) |              |     |   |   |     |     |      |
|                 | Équipe       | Pts | G | P | PP  | PC  | Diff |
| 1               | Espagne      | 6   | 3 | 0 | 233 | 162 | +71  |
| 2               | Corée du Sud | 5   | 2 | 1 | 198 | 210 | –12  |
| 3               | Brésil       | 4   | 1 | 2 | 197 | 203 | –6   |
| 4               | Mali         | 3   | 0 | 3 | 175 | 228 | –53  |

| Jeu 23 sept. 15:15 | Corée du Sud | 61 | 60 | Brésil       | Stats |
| Jeu 23 sept. 20:15 | Mali         | 36 | 80 | Espagne      | Stats |
| Ven 24 sept. 15:15 | Espagne      | 84 | 69 | Corée du Sud | Stats |
| Ven 24 sept. 20:15 | Brésil       | 80 | 73 | Mali         | Stats |
| Sa. 25 sept. 15:15 | Mali         | 66 | 68 | Corée du Sud | Stats |
| Sa. 25 sept. 18:00 | Brésil       | 57 | 69 | Espagne      | Stats |

| Groupe D (Brno) |                    |     |   |   |     |     |      |
|                 | Équipe             | Pts | G | P | PP  | PC  | Diff |
| 1               | Russie             | 6   | 3 | 0 | 218 | 174 | +44  |
| 2               | République tchèque | 5   | 2 | 1 | 185 | 168 | +17  |
| 3               | Japon              | 4   | 1 | 2 | 182 | 210 | –28  |
| 4               | Argentine          | 3   | 0 | 3 | 170 | 203 | –33  |

| Jeu 23 sept. 13:00 | Japon              | 63 | 86 | Russie             | Stats |
| Jeu 23 sept. 18:00 | République tchèque | 67 | 53 | Argentine          | Stats |
| Ven 24 sept. 13:00 | Argentine          | 58 | 59 | Japon              | Stats |
| Ven 24 sept. 18:00 | Russie             | 55 | 52 | République tchèque | Stats |
| Sa. 25 sept 13:00  | Argentine          | 59 | 77 | Russie             | Stats |
| Sa. 25 sept 20:15  | Japon              | 60 | 66 | République tchèque | Stats |

Légende : Pts : nombre de points (la victoire vaut 2 points, la défaite 1), G : nombre de matches gagnés, P : nombre de matches perdus, PP : nombre de points marqués, PC : nombre de points encaissés, Diff. : différence de points, en gras les équipes qualifiées pour les 1/8e de finale.

## Huitièmes de finale
- Les équipes conservent les résultats des matches acquis lors de leur groupe préliminaire.

| Groupe E (Ostrava) |             |     |   |   |     |     |      |
|                    | Équipe      | Pts | G | P | PP  | PC  | Diff |
| 1                  | États-Unis  | 12  | 6 | 0 | 565 | 367 | +198 |
| 2                  | Australie   | 11  | 5 | 1 | 476 | 363 | +113 |
| 3                  | France      | 10  | 4 | 2 | 371 | 338 | +33  |
| 4                  | Biélorussie | 9   | 3 | 3 | 371 | 424 | –53  |
| 5                  | Grèce       | 8   | 2 | 4 | 322 | 381 | –63  |
| 6                  | Canada      | 7   | 1 | 5 | 306 | 387 | –81  |

| Lun 27 sept. 15:30 | Grèce       | 54 | 93  | Australie   | Stats |
| Lun 27 sept. 18:00 | France      | 58 | 48  | Biélorussie | Stats |
| Lun 27 sept. 20:15 | États-Unis  | 87 | 46  | Canada      | Stats |
| Mar 28 sept. 15:30 | Canada      | 52 | 57  | Grèce       | Stats |
| Mar 28 sept. 18:00 | Australie   | 62 | 52  | France      | Stats |
| Mar 28 sept. 20:15 | Biélorussie | 61 | 107 | États-Unis  | Stats |
| Mer 29 sept. 15:30 | Grèce       | 70 | 74  | Biélorussie | Stats |
| Mer 29 sept. 18:00 | France      | 49 | 47  | Canada      | Stats |
| Mer 29 sept. 20:15 | États-Unis  | 83 | 75  | Australie   | Stats |

| Groupe F (Brno) |                    |     |   |   |     |     |      |
|                 | Équipe             | Pts | G | P | PP  | PC  | Diff |
| 1               | Russie             | 12  | 6 | 0 | 451 | 342 | +109 |
| 2               | Espagne            | 11  | 5 | 1 | 463 | 354 | +109 |
| 3               | République tchèque | 10  | 4 | 2 | 422 | 380 | +42  |
| 4               | Corée du Sud       | 9   | 3 | 3 | 376 | 451 | –75  |
| 5               | Brésil             | 8   | 2 | 4 | 413 | 454 | –41  |
| 6               | Japon              | 7   | 1 | 5 | 396 | 454 | –58  |

| Lun 27 sept. 15:30 | Japon              | 59 | 86 | Espagne            | Stats |
| Lun 27 sept. 18:00 | République tchèque | 96 | 65 | Corée du Sud       | Stats |
| Lun 27 sept. 20:15 | Russie             | 76 | 53 | Brésil             | Stats |
| Mar 28 sept. 15:30 | Brésil             | 93 | 91 | Japon              | Stats |
| Mar 28 sept. 18:00 | Espagne            | 77 | 57 | République tchèque | Stats |
| Mar 28 sept. 20:15 | Corée du Sud       | 48 | 81 | Russie             | Stats |
| Mer 29 sept. 15:30 | Japon              | 64 | 65 | Corée du Sud       | Stats |
| Mer 29 sept. 18:00 | République tchèque | 84 | 70 | Brésil             | Stats |
| Mer 29 sept. 20:15 | Russie             | 76 | 67 | Espagne            | Stats |

## Tableau final

### Tableau 1-8
|  | Quarts de finale                | Quarts de finale                |                                 |                                 | Demi-finales                    | Demi-finales                    |    |  | Finale                          | Finale                          |
|  | Quarts de finale                | Quarts de finale                |                                 |                                 | Demi-finales                    | Demi-finales                    |    |  | Finale                          | Finale                          |
|  |                                 |                                 |                                 |                                 |                                 |                                 |    |  |                                 |                                 |
|  | Ven 1 oct. 15:30 - Karlovy Vary | Ven 1 oct. 15:30 - Karlovy Vary |                                 |                                 | Sam 2 oct. 20:45 - Karlovy Vary | Sam 2 oct. 20:45 - Karlovy Vary |    |  | Dim 3 oct. 20:00 - Karlovy Vary | Dim 3 oct. 20:00 - Karlovy Vary |
|  | Ven 1 oct. 15:30 - Karlovy Vary | Ven 1 oct. 15:30 - Karlovy Vary |                                 |                                 | Sam 2 oct. 20:45 - Karlovy Vary | Sam 2 oct. 20:45 - Karlovy Vary |    |  | Dim 3 oct. 20:00 - Karlovy Vary | Dim 3 oct. 20:00 - Karlovy Vary |
|  | États-Unis                      | 106                             |                                 |                                 | Sam 2 oct. 20:45 - Karlovy Vary | Sam 2 oct. 20:45 - Karlovy Vary |    |  | Dim 3 oct. 20:00 - Karlovy Vary | Dim 3 oct. 20:00 - Karlovy Vary |
|  | États-Unis                      | 106                             |                                 |                                 | Sam 2 oct. 20:45 - Karlovy Vary | Sam 2 oct. 20:45 - Karlovy Vary |    |  | Dim 3 oct. 20:00 - Karlovy Vary | Dim 3 oct. 20:00 - Karlovy Vary |
|  | Corée du Sud                    | 44                              |                                 |                                 | Sam 2 oct. 20:45 - Karlovy Vary | Sam 2 oct. 20:45 - Karlovy Vary |    |  | Dim 3 oct. 20:00 - Karlovy Vary | Dim 3 oct. 20:00 - Karlovy Vary |
|  | Corée du Sud                    | 44                              | États-Unis                      | 106                             |                                 |                                 |    |  | Dim 3 oct. 20:00 - Karlovy Vary | Dim 3 oct. 20:00 - Karlovy Vary |
|  | Ven 1 oct. 20:45 - Karlovy Vary |                                 | États-Unis                      | 106                             |                                 |                                 |    |  | Dim 3 oct. 20:00 - Karlovy Vary | Dim 3 oct. 20:00 - Karlovy Vary |
|  |                                 | Espagne                         | 70                              |                                 |                                 |                                 |    |  | Dim 3 oct. 20:00 - Karlovy Vary | Dim 3 oct. 20:00 - Karlovy Vary |
|  | France                          | Espagne                         | 70                              | 71                              |                                 |                                 |    |  | Dim 3 oct. 20:00 - Karlovy Vary | Dim 3 oct. 20:00 - Karlovy Vary |
|  | France                          |                                 |                                 | 71                              |                                 |                                 |    |  | Dim 3 oct. 20:00 - Karlovy Vary | Dim 3 oct. 20:00 - Karlovy Vary |
|  | Espagne                         | 74ap                            |                                 |                                 |                                 |                                 |    |  | Dim 3 oct. 20:00 - Karlovy Vary | Dim 3 oct. 20:00 - Karlovy Vary |
|  | Espagne                         | 74ap                            | États-Unis                      | 89                              |                                 |                                 |    |  |                                 |                                 |
|  | Ven 1 oct. 18:30 - Karlovy Vary |                                 | États-Unis                      | 89                              |                                 |                                 |    |  |                                 |                                 |
|  |                                 | République tchèque              | 69                              |                                 |                                 |                                 |    |  |                                 |                                 |
|  | Australie                       | République tchèque              | 69                              | 68                              |                                 |                                 |    |  |                                 |                                 |
|  | Australie                       | Sam 2 oct. 18:30 - Karlovy Vary |                                 | 68                              |                                 |                                 |    |  |                                 |                                 |
|  | République tchèque              | 79                              |                                 |                                 |                                 |                                 |    |  |                                 |                                 |
|  | République tchèque              | 79                              | République tchèque              | 81ap                            |                                 |                                 |    |  |                                 |                                 |
|  | Ven 1 oct. 13:15 - Karlovy Vary | Ven 1 oct. 13:15 - Karlovy Vary | République tchèque              | 81ap                            | Match pour la 3e place          | Match pour la 3e place          |    |  |                                 |                                 |
|  | Ven 1 oct. 13:15 - Karlovy Vary | Ven 1 oct. 13:15 - Karlovy Vary |                                 | Biélorussie                     | Match pour la 3e place          | Match pour la 3e place          | 77 |  |                                 |                                 |
|  | Biélorussie                     | 70                              | Dim 3 oct. 17:30 - Karlovy Vary | Dim 3 oct. 17:30 - Karlovy Vary |                                 |                                 | 77 |  |                                 |                                 |
|  | Biélorussie                     | 70                              | Dim 3 oct. 17:30 - Karlovy Vary | Dim 3 oct. 17:30 - Karlovy Vary |                                 |                                 |    |  |                                 |                                 |
|  | Russie                          | 53                              |                                 | Espagne                         | 77                              |                                 |    |  |                                 |                                 |
|  | Russie                          | 53                              |                                 | Espagne                         | 77                              |                                 |    |  |                                 |                                 |
|  |                                 |                                 |                                 |                                 |                                 |                                 |    |  | Biélorussie                     | 68                              |
|  |                                 |                                 |                                 |                                 |                                 |                                 |    |  | Biélorussie                     | 68                              |

## Matches de classement

### Classement 5 à 8
|  | Tour de classement              | Tour de classement              |          |    | 5e place                        | 5e place                        |
|  | Tour de classement              | Tour de classement              |          |    | 5e place                        | 5e place                        |
|  |                                 |                                 |          |    |                                 |                                 |
|  | Sam 2 oct. 15:30 - Karlovy Vary | Sam 2 oct. 15:30 - Karlovy Vary |          |    | Dim 3 oct. 14:45 - Karlovy Vary | Dim 3 oct. 14:45 - Karlovy Vary |
|  | Sam 2 oct. 15:30 - Karlovy Vary | Sam 2 oct. 15:30 - Karlovy Vary |          |    | Dim 3 oct. 14:45 - Karlovy Vary | Dim 3 oct. 14:45 - Karlovy Vary |
|  | Corée du Sud                    | 46                              |          |    | Dim 3 oct. 14:45 - Karlovy Vary | Dim 3 oct. 14:45 - Karlovy Vary |
|  | Corée du Sud                    | 46                              |          |    | Dim 3 oct. 14:45 - Karlovy Vary | Dim 3 oct. 14:45 - Karlovy Vary |
|  | France                          | 61                              |          |    | Dim 3 oct. 14:45 - Karlovy Vary | Dim 3 oct. 14:45 - Karlovy Vary |
|  | France                          | 61                              | France   | 62 |                                 |                                 |
|  | Sam 2 oct. 13:15 - Karlovy Vary |                                 | France   | 62 |                                 |                                 |
|  |                                 | Australie                       | 74       |    |                                 |                                 |
|  | Australie                       | Australie                       | 74       | 78 |                                 |                                 |
|  | Australie                       |                                 |          | 78 |                                 |                                 |
|  | Russie                          | 73                              |          |    |                                 |                                 |
|  | Russie                          | 73                              | 7e place |    |                                 |                                 |
|  |                                 |                                 |          |    |                                 |                                 |
|  | Dim 3 oct. 12:00 - Karlovy Vary |                                 |          |    |                                 |                                 |
|  |                                 |                                 |          |    |                                 |                                 |
|  | Corée du Sud                    | 76                              |          |    |                                 |                                 |
|  | Corée du Sud                    | 76                              |          |    |                                 |                                 |
|  | Russie                          | 87                              |          |    |                                 |                                 |
|  | Russie                          | 87                              |          |    |                                 |                                 |

### Classement 9 à 12
|  | Tour de classement              | Tour de classement             |           |    | 9e place                        | 9e place                        |
|  | Tour de classement              | Tour de classement             |           |    | 9e place                        | 9e place                        |
|  |                                 |                                |           |    |                                 |                                 |
|  | Ven 1 oct. 9:00 - Karlovy Vary  | Ven 1 oct. 9:00 - Karlovy Vary |           |    | Sam 2 oct. 09:00 - Karlovy Vary | Sam 2 oct. 09:00 - Karlovy Vary |
|  | Ven 1 oct. 9:00 - Karlovy Vary  | Ven 1 oct. 9:00 - Karlovy Vary |           |    | Sam 2 oct. 09:00 - Karlovy Vary | Sam 2 oct. 09:00 - Karlovy Vary |
|  | Grèce                           | 59                             |           |    | Sam 2 oct. 09:00 - Karlovy Vary | Sam 2 oct. 09:00 - Karlovy Vary |
|  | Grèce                           | 59                             |           |    | Sam 2 oct. 09:00 - Karlovy Vary | Sam 2 oct. 09:00 - Karlovy Vary |
|  | Japon                           | 63                             |           |    | Sam 2 oct. 09:00 - Karlovy Vary | Sam 2 oct. 09:00 - Karlovy Vary |
|  | Japon                           | 63                             | Japon     | 79 |                                 |                                 |
|  | Ven 1 oct. 11:00 - Karlovy Vary |                                | Japon     | 79 |                                 |                                 |
|  |                                 | Brésil                         | 84        |    |                                 |                                 |
|  | Canada                          | Brésil                         | 84        | 58 |                                 |                                 |
|  | Canada                          |                                |           | 58 |                                 |                                 |
|  | Brésil                          | 64                             |           |    |                                 |                                 |
|  | Brésil                          | 64                             | 11e place |    |                                 |                                 |
|  |                                 |                                |           |    |                                 |                                 |
|  | Sam 2 oct. 11:00 - Karlovy Vary |                                |           |    |                                 |                                 |
|  |                                 |                                |           |    |                                 |                                 |
|  | Grèce                           | 71                             |           |    |                                 |                                 |
|  | Grèce                           | 71                             |           |    |                                 |                                 |
|  | Canada                          | 55                             |           |    |                                 |                                 |
|  | Canada                          | 55                             |           |    |                                 |                                 |

### Classement 13 à 16
|  | Tour de classement                | Tour de classement                |           |      | 13e place                         | 13e place                         |
|  | Tour de classement                | Tour de classement                |           |      | 13e place                         | 13e place                         |
|  |                                   |                                   |           |      |                                   |                                   |
|  | Mar 28 sept. 17:00 - Karlovy Vary | Mar 28 sept. 17:00 - Karlovy Vary |           |      | Mer 29 sept. 17:00 - Karlovy Vary | Mer 29 sept. 17:00 - Karlovy Vary |
|  | Mar 28 sept. 17:00 - Karlovy Vary | Mar 28 sept. 17:00 - Karlovy Vary |           |      | Mer 29 sept. 17:00 - Karlovy Vary | Mer 29 sept. 17:00 - Karlovy Vary |
|  | Chine                             | 71                                |           |      | Mer 29 sept. 17:00 - Karlovy Vary | Mer 29 sept. 17:00 - Karlovy Vary |
|  | Chine                             | 71                                |           |      | Mer 29 sept. 17:00 - Karlovy Vary | Mer 29 sept. 17:00 - Karlovy Vary |
|  | Sénégal                           | 69                                |           |      | Mer 29 sept. 17:00 - Karlovy Vary | Mer 29 sept. 17:00 - Karlovy Vary |
|  | Sénégal                           | 69                                | Chine     | 86   |                                   |                                   |
|  | Mar 28 sept. 19:30 - Karlovy Vary |                                   | Chine     | 86   |                                   |                                   |
|  |                                   | Argentine                         | 60        |      |                                   |                                   |
|  | Mali                              | Argentine                         | 60        | 69ap |                                   |                                   |
|  | Mali                              |                                   |           | 69ap |                                   |                                   |
|  | Argentine                         | 74                                |           |      |                                   |                                   |
|  | Argentine                         | 74                                | 15e place |      |                                   |                                   |
|  |                                   |                                   |           |      |                                   |                                   |
|  | Mer 29 sept. 19:30 - Karlovy Vary |                                   |           |      |                                   |                                   |
|  |                                   |                                   |           |      |                                   |                                   |
|  | Sénégal                           | 67                                |           |      |                                   |                                   |
|  | Sénégal                           | 67                                |           |      |                                   |                                   |
|  | Mali                              | 69ap                              |           |      |                                   |                                   |
|  | Mali                              | 69ap                              |           |      |                                   |                                   |

## Classement final
| Place                          | Équipe             | Vict.-Déf. | Point average |
| Vainqueur                      | Vainqueur          | Vainqueur  | Vainqueur     |
| ------------------------------ | ------------------ | ---------- | ------------- |
| 1                              | États-Unis         | 9-0        | -             |
| Éliminée(s) en finale          |                    |            |               |
| 2                              | République tchèque | 6-3        | -             |
| Éliminée(s) en ½ finale        |                    |            |               |
| 3                              | Espagne            | 7-2        | -             |
| 4                              | Biélorussie        | 4-5        | -             |
| Éliminée(s) en ¼ de finale     |                    |            |               |
| 5                              | Australie          | 7-2        | -             |
| 6                              | France             | 5-4        | -             |
| 7                              | Russie             | 7-2        | -             |
| 8                              | Corée du Sud       | 3-6        | -             |
| Éliminée(s) en 8e de finale    |                    |            |               |
| 9                              | Brésil             | 4-4        | -             |
| 10                             | Japon              | 2-6        | -             |
| 11                             | Grèce              | 3-5        | -             |
| 12                             | Canada             | 1-7        | -             |
| Éliminée(s) en phase de poules |                    |            |               |
| 13                             | Chine              | 2-3        | -             |
| 14                             | Argentine          | 1-4        | -             |
| 15                             | Mali               | 1-4        | -             |
| 16                             | Sénégal            | 0-5        | -             |

## Récompenses individuelles
La joueuse de la République tchèque Hana Horáková est nommée meilleure joueuse de la compétition par un panel de journalistes. Elle fait également partie du cinq majeur qui est composé de l'Américaine Diana Taurasi, de sa compatriote Eva Vítečková, de l'Espagnole Sancho Lyttle et de la Biélorusse Alena Lewtchanka.

### Leaders statistiques
| Nom             | PPM  |
| --------------- | ---- |
| Yuko Oga        | 19,1 |
| Sancho Lyttle   | 18,4 |
| Evanthía Máltsi | 17,9 |
| Amaya Valdemoro | 17,7 |
| Érika de Souza  | 16,6 |

| Nom                 | RPM  |
| ------------------- | ---- |
| Érika de Souza      | 12,0 |
| Sancho Lyttle       | 11,5 |
| Naîgnouma Coulibaly | 10,4 |
| Alena Lewtchanka    | 8,8  |
| Asami Yoshida       | 8,1  |

| Nom                             | PDM |
| ------------------------------- | --- |
| Asami Yoshida                   | 4,6 |
| Hana Horáková                   | 3,9 |
| Céline Dumerc Yuko Oga          | 3,8 |
| Adriana Moisés Pinto Miao Lijie | 3,4 |

| Nom                       | CPM |
| ------------------------- | --- |
| Petra Kulichová           | 1,8 |
| Anastasiya Verameyenka    | 1,7 |
| Érika de Souza            | 1,5 |
| Emmeline Ndongue Chen Nan | 1,2 |

| Nom              | BVM |
| ---------------- | --- |
| Hana Horáková    | 2,9 |
| Angel McCoughtry | 2,7 |
| Evanthía Máltsi  | 2,4 |
| Asami Yoshida    | 2,1 |
| Teresa Gabriele  | 1,9 |